# Mosel (Zwickau)
Mosel ist seit dem 1. Januar 1999 ein Ortsteil von Zwickau, das seit 2008 Kreisstadt des Landkreises Zwickau im Freistaat Sachsen ist. Zwickau-Mosel ist ein wirtschaftlich bedeutender Stadtteil im Stadtbezirk Zwickau-Nord mit der amtlichen Nummer 36.

## Geografische Lage

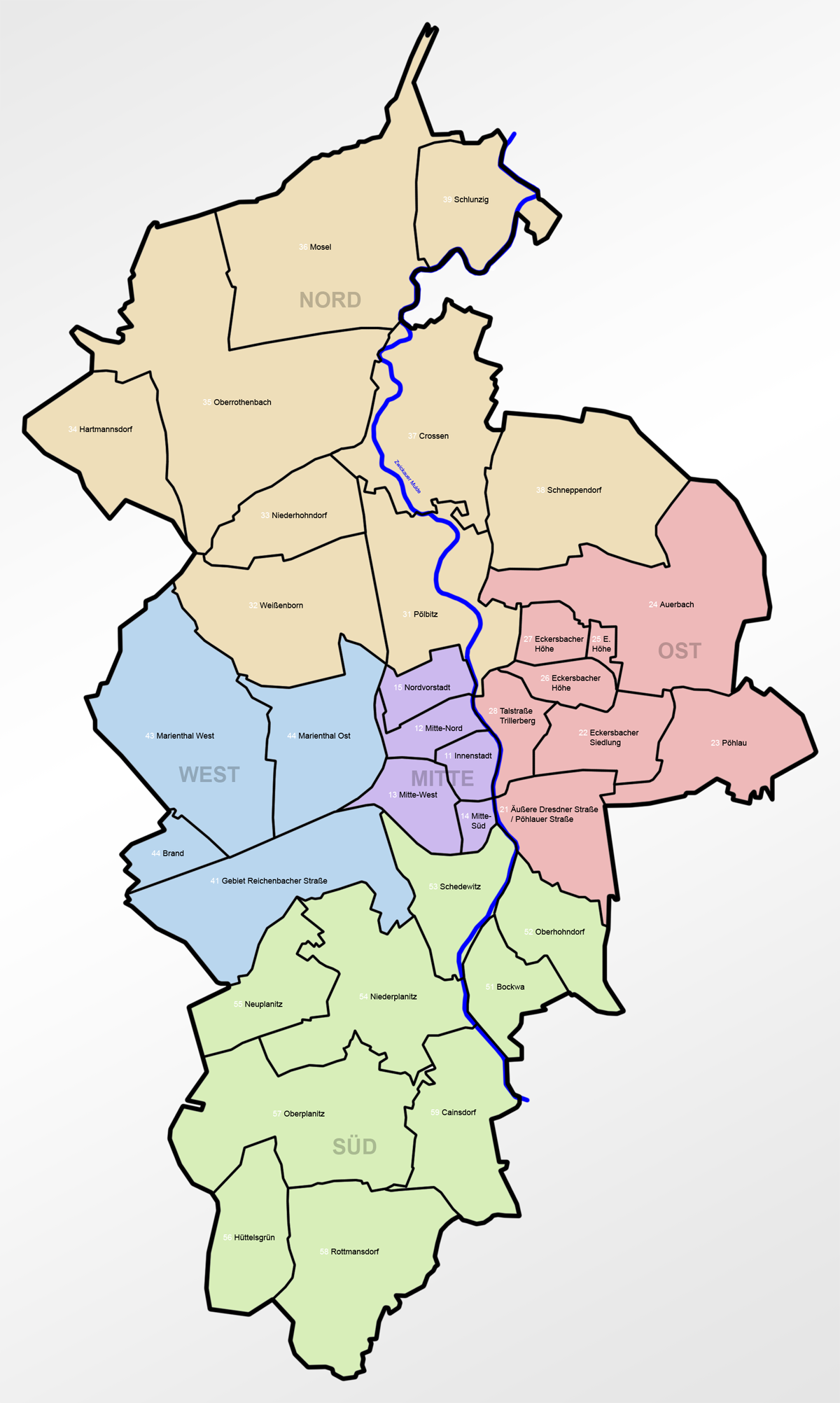
Stadtbezirke und Stadtteile von Zwickau

Mosel liegt im Norden von Zwickau an der Zwickauer Mulde.

### Nachbarorte
| Lauenhain mit Harthau | Dennheritz                                  | Oberschindmaas, Niederschindmaas |
| Oberrothenbach        | Kompassrose, die auf Nachbargemeinden zeigt | Schlunzig, Wulm                  |
|                       | Oberrothenbach                              | Crossen                          |

## Geschichte
Die erste urkundliche Erwähnung von Mosel stammt aus einem Dokument aus dem Jahr 1248, in dem ein Herrensitz erwähnt wird, der Fridericus de Musella gehörte. Dieser Herrensitz befand sich mehrere Jahrhunderte im Besitz der Adelsfamilie von der Mosel und wurde mehrfach aufgeteilt. Die erste Teilung des Grundbesitzes erfolgte 1441 mit der Aufspaltung in die Vorwerke Obermosel und Niedermosel. Um 1552 werden beide als Rittergut genannt. 1558 wurde das Rittergut Obermosel in die Rittergüter Obermosel I und Obermosel II aufgeteilt. 1559 entstand bei einer weiteren Teilung der Niedermoseler Erbmasse das Rittergut Mittelmosel, welches zwischen 1663 und 1757 wiederum in die Rittergüter Mittelmosel I und Mittelmosel II geteilt war. Die Rittergüter in Mosel befanden sich bis zu folgenden Jahren im Besitz der Familie:
- 1622: Rittergut Obermosel II (Obermosel untern Teils)[2]
- 1744: Rittergut Niedermosel[3]
- 1792: Rittergut Mittelmosel[4]
- 1838: Rittergut Obermosel I (Obermosel obern Teils)[5]

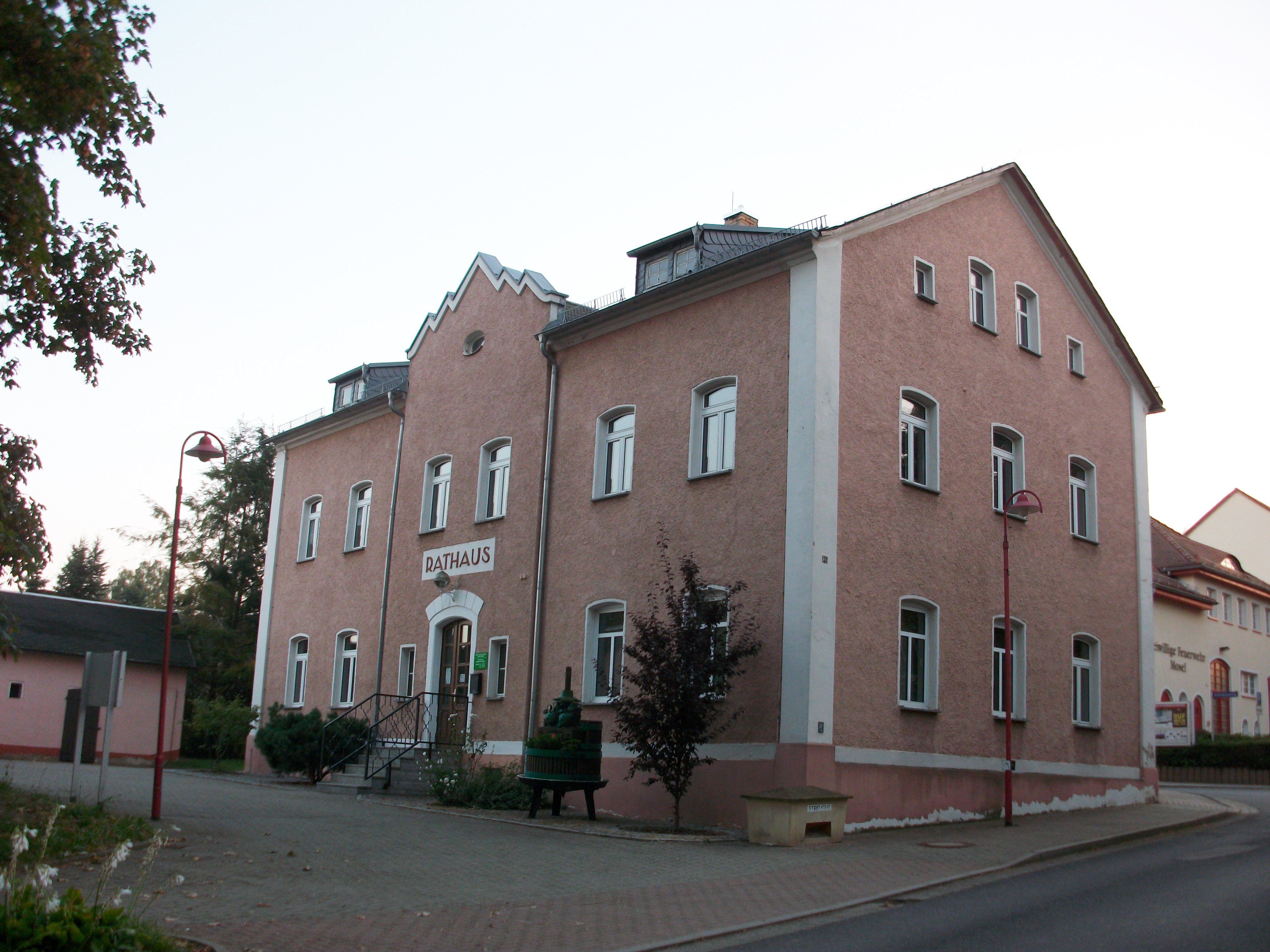
Rathaus Mosel (2016)

Während die Rittergüter Niedermosel, Mittelmosel I und II und Obermosel II (Obermosel untern Teils) bis 1856 im kursächsischen bzw. königlich-sächsischen Amt Zwickau lagen, gehörte das Rittergut Obermosel I (Obermosel obern Teils) als Lehen der Herren von Schönburg bis 1878 zur Schönburgischen Herrschaft Glauchau, Amt Hinterglauchau.
Die Obergerichtsbarkeit der Rittergüter Thurm und Mosel (möglicherweise Obermosel) lag im 16. Jahrhundert beim jeweiligen Rittergutsbesitzer, obwohl es sich um schönburgische Lehen des Amtes Glauchau handelte. Wegen aller steuerrechtlichen und lehnsrechtlichen Belange durften sich diese Rittergutsbesitzer direkt an den schönburgischen Landesherren in Glauchau wenden. Sie hatten also eine weitgehende rechtliche Freiheit vom Amt Glauchau.
Das Rittergut Mosel (Obermosel?) gehörte grundherrlich zur Herrschaft Glauchau der Herren von Schönburg:
laut einem Glauchauer Amtsbuch aus dem Jahre 1536 (Bl.22) fallen Ponitz, Mosel und Thurm unter die „Ritterlehen vnd Erbarmannschafft mit yrer folge vnd dynstenn in diese Herrschafft vnd Ampth Glaucha(u) gehorende“.
Der zum Amt Zwickau gehörige Teil von Mosel wurde 1856 dem Gerichtsamt Zwickau und 1875 der Amtshauptmannschaft Zwickau  unterstellt. Nachdem auch auf dem Gebiet der Rezessherrschaften Schönburg im Jahr 1878 eine Verwaltungsreform durchgeführt wurde, kam auch der schönburgische Anteil von Obermosel zur Amtshauptmannschaft Zwickau, wodurch der Ort zu einer Gemeinde vereinigt wurde.
Mosel ist ein zweireihiges Waldhufendorf, das über mehrere Jahrhunderte rein landwirtschaftlich geprägt war. Die Industrialisierung setzte in Mosel mit der Eröffnung der Bahnstrecke Dresden–Werdau im Jahr 1858 ein, an der der Ort einen Haltepunkt erhielt. Dieser wurde 1875 als „Bahnhof Mosel“ gewidmet. Er war zwischen 1885 und 1951 Ausgangspunkt der Schmalspurbahn Mosel–Ortmannsdorf (Mülsengrundbahn) und seit 1893 Endpunkt der Industriebahn Zwickau–Crossen–Mosel, welche seit 1999 nur noch teilweise genutzt wird. 1865 erfolgte die Gründung der ersten industriell arbeitenden Unternehmen in Mosel, u. a. einer Brauerei, Kies- und Sandgruben und einer Lackfabrik. Durch die zunehmende Industrialisierung des Orts kam es zwischen 1890 und 1914 zu einem vermehrten Wohnungsbau und einem Anstieg der Bevölkerung.
1952 wurde Mosel dem Kreis Zwickau-Land im Bezirk Chemnitz (1953 in Bezirk Karl-Marx-Stadt umbenannt) zugeordnet. Zwischen 1979 und 1989 wurde das Montagewerk des VEB Sachsenring und das Gelenkwellenwerk errichtet. Zwischen 1979 und 1982 entstanden die Plattenbauten an der „Karl-Kippenhahn-Straße“. Seit 1990 gehörte Mosel zum sächsischen Landkreis Zwickau, der 1994 im Landkreis Zwickauer Land aufging. Der Grundstein für das neue VW-Werk nordöstlich des Orts wurde 1990 gelegt. 1992 begann die Verlegung der B 93 im Ortsbereich von Mosel. Die zur Schnellstraße ausgebaute Trasse führt in Mosel seitdem durch einen Tunnel. Am 1. Januar 1999 erfolgte die Eingemeindung nach Zwickau, mit der Mosel seit der sächsischen Kreisreform im Jahr 2008 zum Landkreis Zwickau gehört.
Mosel ist seit der Eingemeindung eine Ortschaft im Sinne der §§ 65 bis 69 der Sächsischen Gemeindeordnung und hat einen Ortschaftsrat. Ortsvorsteher von 2000 bis 2001 war Traude Kallinich, von 2001 bis 2020 Reiner Seidel, seit 2020 ist es Melanie Brändel (Bürger für Zwickau).

### Wüstung Scheibicht (Mosel)
An der Flurgrenze von Mosel und Dennheritz befindet sich westlich gegenüber dem heutigen VW-Werk Zwickau im "Schäbigtwald" der Bach "Schäbigtbach". Um 1900 hieß der Wald offenbar Scheibigtwald und der Bach im Mittelalter Scheidenbach, denn er bildete die Grenze zwischen den schönburgischen Herrschaften und dem wettinischen Amt Zwickau. Hier lag im Mittelalter das Dorf Scheibigt, welches wüst gefallen ist. Zeitpunkt und Gründe dafür sind wohl nicht bekannt. Reste sind oberirdisch nicht sichtbar.

### Bevölkerungsentwicklung
| Datum             | Einwohnerzahl |
| ----------------- | ------------- |
| 31. Dezember 1999 | 2338          |
| 31. Dezember 2000 | 2352          |
| 31. Dezember 2001 | 2350          |
| 31. Dezember 2002 | 2350          |
| 31. Dezember 2003 | 2326          |
| 31. Dezember 2004 | 2302          |
| 31. Dezember 2005 | 2279          |
| 30. Juni 2006     | 2268          |

Quelle: Städtebauliches Entwicklungskonzept der Stadt Zwickau 2020 (Stand: Dezember 2006) sowie Statistische Informationen der Stadt Zwickau 2006/1.

## Wirtschaft
Zur DDR-Zeit wurden im weiten Tal der Zwickauer Mulde auf Moseler Flur ab 1980 der neue Zweigbetrieb des VEB Sachsenring Zwickau und das Gelenkwellenwerk von GKN Driveline, einem Tochterunternehmen der GKN Plc, errichtet. Hintergrund waren sich vertiefende Wirtschaftsbeziehungen zwischen der DDR und dem PSA-Konzern, der Hauptabnehmer der dort produzierten Gelenkwellen für Citroën werden sollte.
Nach der deutschen Wiedervereinigung investierte hier der Volkswagen-Konzern. Die hier ansässige Volkswagen Sachsen GmbH, zu der auch das Volkswagenwerk Zwickau gehört, ist der größte Arbeitgeber Sachsens.

## Verkehr
Durch Mosel führt die zur Schnellstraße ausgebaute Bundesstraße 93, die im Ortsgebiet zwei Abfahrten besitzt. Die Bahnstrecke Dresden–Werdau überquert die B93 im Bereich des Moseler Straßentunnels. Der Ort besitzt einen Haltepunkt an der Bahnstrecke. Zwischen 1885 und 1951 war der Bahnhof Mosel Ausgangspunkt der schmalspurigen Mülsengrundbahn. Weiterhin endete zwischen 1883 und 1998 die nur dem Güterverkehr dienende Bahnstrecke Zwickau–Crossen–Mosel in Mosel.

## Söhne und Töchter des Ortes
- Konrad Heinrich von der Mosel (1664–1733), preußischer General
- Werner-Hans Schlegel  (1915–2003), Maler und Grafiker